# Enriqueta Martí

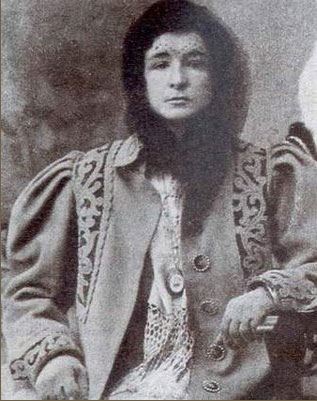
Enriqueta Martí (vor 1913)

Enriqueta Martí i Ripollés (* 1868 in Sant Feliu de Llobregat, Katalonien; † 12. Mai 1913 in Barcelona) war eine spanische Prostituierte und Hexenheilerin (Witch Doctor), die als Serienmörderin, Kidnapperin und Zuhälterin von Kindern bekannt wurde. In der Presse wurde sie „Die Vampirin der Carrer Ponent“, „Die Vampirin von Barcelona“ und „Die Vampirin des Raval“ genannt.
Einige Forscher sind jedoch der Überzeugung, dass die Darstellung Enriqueta Martís als Serienmörderin eine sogenannte „schwarze Legende“ (Black Legend) ist, die von der Presse für die Öffentlichkeit aufgebaut wurde. Tatsächlich sei nur die Entführung eines Mädchens nachgewiesen worden, das bei der Verhaftung Martís zusammen mit einem zweiten Mädchen in ihrer Wohnung vorgefunden wurde. Das zweite Mädchen wurde später als Martís Nichte identifiziert.

## Die frühen Jahre
Enriqueta Martí wurde 1868 in Sant Feliu de Llobregat geboren. Als junge Frau ging sie nach Barcelona, wo sie zunächst als Dienst- und Kindermädchen tätig war, bald jedoch in einem Bordell als Prostituierte zu arbeiten begann. 1895 heiratete sie den Maler Juan Pujaló, doch die Ehe hielt nicht. Pujaló beklagte Martís Affären mit anderen Männern, ihren unberechenbaren Charakter und ihre fortgesetzten Besuche in Häusern mit schlechtem Ruf. Bei Martís Verhaftung 1912 war das Paar bereits fünf Jahre getrennt; laut Pujaló hatten sie keine Kinder.

## Die schwarze Legende
1909 eröffnete Martí ihr eigenes Bordell, das von wohlhabenden Kunden besucht wurde. Sonderwünsche wurden bei entsprechender Bezahlung erfüllt. In den ärmeren Vierteln Barcelonas entführte Martí Straßenkinder, um sie zur Prostitution in ihrem Bordell zu zwingen.
Zur gleichen Zeit begann sie, ihre Dienste als „Hexenheilerin“ (Witch Doctor) anzubieten. Sie gab vor, Tuberkulose durch das Trinken von Kinderblut zu heilen. Ihre Salben und Tinkturen gegen das Altern und verschiedene sonst unheilbare Krankheiten seien aus den Überresten der von ihr getöteten Kinder hergestellt. Diese Einnahmequelle sprudelte reichlich.
Während der Tragischen Woche 1909 wurde Enriqueta Martí in ihrer Wohnung in der Carrer de Minerva verhaftet und beschuldigt, ein Bordell zu betreiben, in dem sexuelle Dienstleistungen durch Kinder angeboten wurden. Dank ihrer guten Beziehungen in den besseren Kreisen Barcelonas kam es nicht zum Prozess.

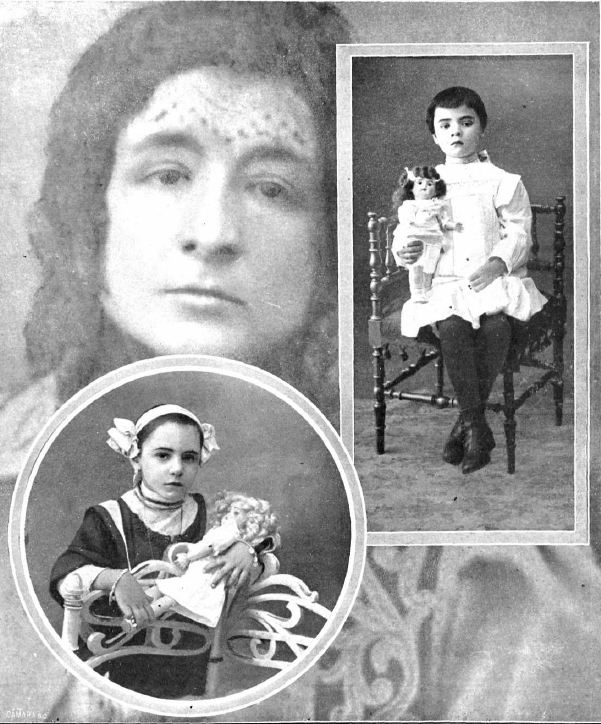
Enriqueta Martí und die beiden bei ihrer Verhaftung vorgefundenen Mädchen (Mundo Gráfico, 13. März 1912)

In den nächsten drei Jahren verschwanden weitere Kinder, doch da sie aus armen Verhältnissen kamen, blieben die Ermittlungen minimal. Es wurde vermutet, dass Martí im Laufe der Zeit eine beträchtliche Zahl von Kindern entführte. Sie wurde schließlich am 27. Februar 1912, nach Hinweisen aus der Nachbarschaft, in ihrer Wohnung in El Raval (Hausnummer 29 in der Carrer Ponent, heute Carrer de Joaquín Costa) verhaftet. In der Wohnung wurden zwei Mädchen vorgefunden. Bei genaueren Durchsuchungen wurden blutbefleckte Kleider, ein blutiges Messer, Kinderknochen und weitere menschliche Überreste gefunden, teilweise zu Salben und Tinkturen verarbeitet.
Überreste von Kindern fanden sich auch in zwei früheren Wohnungen Martís. Außerdem wurden Rezepturen und weitere Dokumente gefunden, darunter eine Liste mit Namen reicher Familien und bedeutender Persönlichkeiten Barcelonas, gerüchteweise Martís Kunden.
Eines der beiden vorgefundenen Mädchen, Teresita Guitart Congost, war tatsächlich einige Tage zuvor entführt worden und kam nun zu seinen Eltern zurück. Das andere Mädchen, Angelita, war Martís Nichte, wie später festgestellt wurde.
Während Enriqueta Martí im Gefängnis Reina Amàlia auf ihren Prozess wartete, versuchte sie, sich mit einem Holzmesser die Pulsadern aufzuschneiden. Die Öffentlichkeit reagierte empört, da man eine Hinrichtung auf der Garrotte forderte. Es kam jedoch nicht zu dem erwarteten Prozess. Enriqueta Martí wurde am 12. Mai 1913 von Mitgefangenen gelyncht und getötet. Es gab Gerüchte, dass ihre reiche Kundschaft den Mord bezahlt hatte. Als Todesursache wurde jedoch Gebärmutterkrebs veröffentlicht. Enriqueta Martí wurde heimlich in einem Massengrab auf dem Cementiri de Montjuïc beigesetzt.

## Jüngere Theorien
In seinem Buch „Barcelona 1912. El caso Enriqueta Martí“ (veröffentlicht 2014) kommt der Autor Jordi Corominas nach langjährigen Recherchen zu dem Schluss, dass viele der zeitgenössischen Presseartikel auf Spekulationen basierten. Eine investigative Aufarbeitung habe nicht stattgefunden. Corominas vertritt die Auffassung, dass Enriqueta Martí sich nach dem Tod eines betreuten Kleinkinds in einer psychischen Belastungssituation befand und daraufhin ein Mädchen entführte. Martí litt an Gebärmutterkrebs und verlor viel Blut. Die gefundenen Überreste könnten tierischen Ursprungs gewesen sein. Möglicherweise befanden sich darunter Überreste von Kindern, die auf Friedhöfen ausgegraben worden waren, um magische Medizin herzustellen. Die „schwarze Legende“ der Serienmörderin sollte das damals häufige Verschwinden von Kindern erklären.
Die Historikerin Elsa Plaza erläutert in ihrem Buch „El Cielo Bajo Los Pies“ (Der Himmel unter den Füßen), dass Enriqueta Martí nicht des Mordes angeklagt wurde und dass kein totes Kind in ihrer Wohnung gefunden wurde. Die schwarze Legende wurde von Männern erzählt, die niemals daran dachten, dass das vorgefundene Blut von Martí selbst stammen könnte. Als ein Arzt verkündete, die gefundenen Knochen seien die von Tieren und nicht von Kindern, wurde er von den anwesenden Journalisten heftig attackiert. Martís schwarze Legende war ein gefundenes Fressen für die junge Boulevardpresse. Zugleich war sie ein idealer Sündenbock für viele verschwundene Kinder. Des Weiteren war kurz vor Martís Verhaftung ein Bordell geschlossen worden, in dem Kinderprostitution stattgefunden hatte; auch dies passte perfekt in die schwarze Legende.

## Nachwirkung
Der Fall Enriqueta Martí wurde in Literatur, Theater, Film und Fernsehen aufgegriffen.

### Theater
- La Vampira del Raval („Die Vampirin von El Raval“), Musical von Albert Guinovart (2013).[1]

### Film
- Diamond Flash, Film von Carlos Vermut (2011).[5]
- La vampira de Barcelona, Film von Lluís Danés (2020).[6]

### Fernsehen
- In den Episodes 20 und 35 der ersten Staffel der spanischen Fernsehserie „Cuarto Milenio“, ausgestrahlt 2006, wurde der Fall der Vampirin von Barcelona behandelt.
- In der Episode „Separadas por el tiempo“ der spanischen Fernsehserie „El ministerio del tiempo“ dient Enriqueta Martí als Vorbild.
- „Enriqueta Martí, die Vampirin von Barcelona“ auf Arte (siehe Weblinks)